# 愛のカケラ (若槻千夏の曲)
「愛のカケラ」（あいのカケラ）は、日本のタレント・若槻千夏の楽曲で、1枚目のシングル（品番:VFCD-11010）。2003年7月30日にエイベックスの「Disc Du Soleil」（ディスク・ドゥ・ソレイユ）から発売。

## 収録曲
- 全曲、編曲:ats-

1. 愛のカケラ
作詞:鳥海雄介　作曲:多胡邦夫
  - 同じエイベックス所属のEvery Little Thingにも、同作曲者による「愛のカケラ」という曲が存在するが、こちらとは異なる。
2. C-C-C (シー・シー・シー)
作詞:安井かずみ　作曲:加瀬邦彦
  - テレビ東京系『Se-女!』エンディングテーマ
  - ザ・タイガースが1968年に発表したシングル曲のカヴァー。
3. 愛のカケラ（Instrumental）
4. C-C-C (シー・シー・シー) （Instrumental）

## 収録アルバム
- 『Girl's BOX 〜Best Hits Compilation Summer〜』(#1)